# Jacques Callot
Jacques Callot (Nancy 1592 - 1635), fou un gravador i dibuixant francès.
Abans dels 20 anys va viatjar a Itàlia i, mentre treballava a Roma i després a Florència en la cort del gran Duc Cosme (1590 - 1621), va aprendre, gràcies a una observació aguda i enginyosa, a combinar les tècniques sofisticades del manierisme tardà i les seves exageracions, transformant-les en un llenguatge brillant i expressiu. L'any 1621, de retorn a França, va ser un dels principals exponents del gust estrafolari i grotesc que estigué de moda durant el regnat de Lluís XIII (1601 - 1643). Va passar la major part del que restà de la seva carrera a Nancy, però també va treballar a París i als Països Baixos. Es va especialitzar en captaires i en gent que tenia deformacions, personatges de les novel·les picaresques de la commedia dell'arte italiana. En aquest sentit s'aporxima a Bellange, també actiu a Nancy, però l'estil de Callot resultava més realista. La seva darrera gran obra, la sèrie de gravats intitulats Grans misèries de la guerra, la va realitzar després de la invasió de la Lorena, l'any 1633, pel cardenal Richelieu, i és un retrat punyent de les atrocitats de la guerra: els temes i la imatgeria d'aquesta sèrie van representar una font d'inspiració per a Francisco de Goya. La producció de Callot va ser prodigiosa, se'n conserven més d'un miler de dibuixos. Algunes de les seves il·lustracions són realment grans i mostren desenes de figures magníficament ordenades. Va ser un dels gravadors més importants i un dels primers grans artistes creatius que treballaren exclusivament en les arts gràfiques.